# Saens
Saens was een Franse muziekgroep binnen de progressieve rock. De band kwam uit de omgeving van Parijs en bestond circa 5 jaar. Daarna begon de belangrijkste man achter de band, Vynce Leff, aan een nieuwe band: Sensitive To Light. Het grootste verschil tussen beide bands is dat Sensitive To Light vanaf het begin werkte met een zangeres in plaats van een zanger. De invloed van Leff op het geluid van de bands was dermate groot dat een andere naam eigenlijk niet had gehoeven. De laatste twee albums kwamen uit via Cyclops Records.

## Leden
- Vynce Leff – gitaar, toetsinstrumenten en zang
- Pascal Bouquillard – basgitaar, toetsinstrumenten, gitaar en zang
- Benoit Campebel – gitaar, toetsinstrumenten
- Stephane Geille – slagwerk

## Discografie
- 2000: Les Regrets d’Isidore B
- 2002: Escaping from the Hands of God
- 2004: Prophet in a Statistical World